# Vuontisjärvi (sjö i Enare, Lappland, Finland, lat 69.55, long 29.19)
Vuontisjärvi eller Vuontisjärvet är en sjö i Finland. Den ligger i kommunen Enare i landskapet Lappland, i den norra delen av landet, 1 100 km norr om huvudstaden Helsingfors. Vuontisjärvi ligger 88 meter över havet. Arean är 97,6 hektar och strandlinjen är 5,8 kilometer lång. Sjön  ingår i Uutuanjokis huvudavrinningsområde.   Omgivningarna runt Vuontisjärvi är i huvudsak ett öppet busklandskap.